# Edvard Hans Hoff
Edvard Hans Hoff, född 11 april 1838 i Bergen, död där 7 juni 1933, var en norsk militär. 
Hoff blev officer 1860, juris kandidat 1862, var under många år anställd i armédepartementet, slutligen som expeditionschef, samt var 1889–91 statsråd och chef för försvarsdepartementet i Emil Stangs första ministär. Han utnämndes 1891 till överste, avancerade till generallöjtnant 1905 och tog avsked 1906. Åren 1866–70 var han militär medarbetare i "Morgenbladet".